# Conférence des relations asiatiques

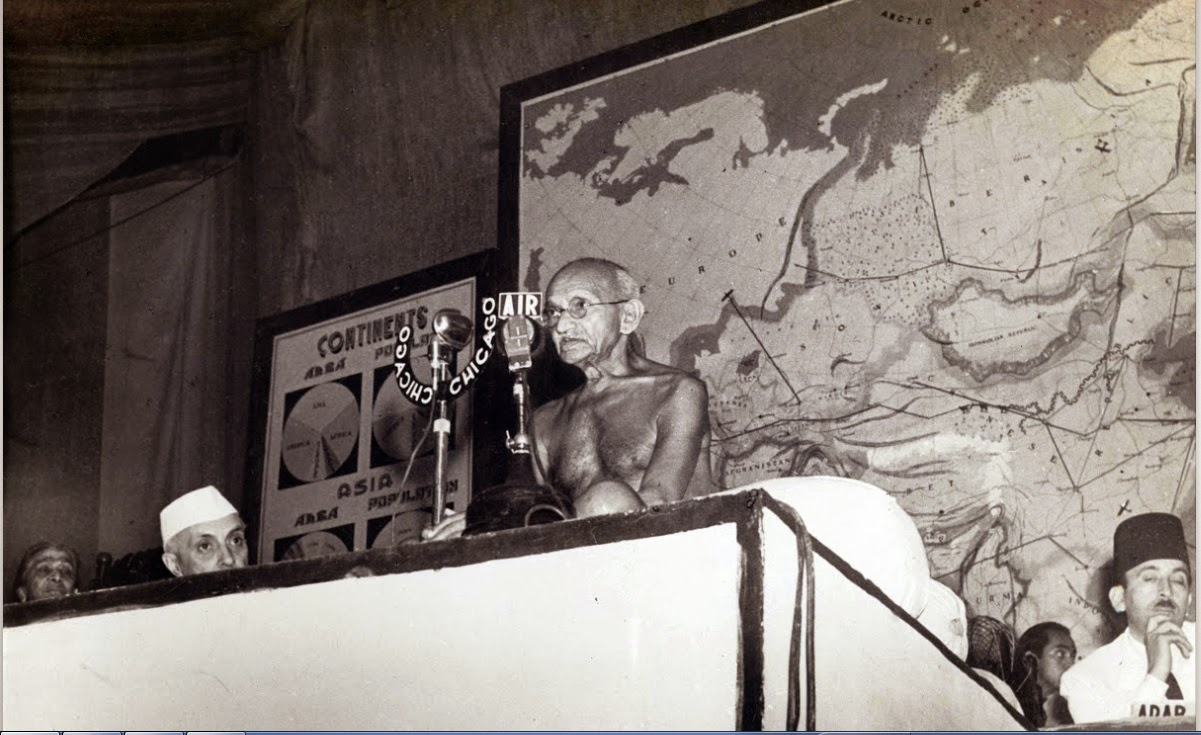
Gandhi à la conférence des relations asiatiques en 1947

La conférence des relations asiatiques a réuni à New Delhi, le 12 mars 1947, 25 pays asiatiques à l’initiative de l’Inde. Elle s’est tenue sous les auspices du premier ministre Jawaharlal Nehru, qui dirigeait alors un gouvernement provisoire qui préparait à l’indépendance indienne, qui s’est produite le 15 août 1947. 

## Objectifs
La conférence des relations asiatiques, qui réunit, du 23 mars au 2 avril 1947, des dirigeants de mouvements d'indépendance en Asie, représente la première tentative pour affirmer l'unité asiatique. Les objectifs de la conférence étaient de réunir des dirigeants d'Asie en une plateforme commune pour étudier les problèmes préoccupant les peuples du continent, pour attirer l'attention sur les problèmes sociaux, économiques et culturels des différents pays d'Asie et encourager les contacts et la compréhension mutuels.
La conférence des relations asiatiques pose les principes de « l’afro-asiatisme » : non-alignement, lutte contre l’impérialisme, appui aux mouvements de libération nationale, recherche d’un renouveau économique.

## Délégation tibétaine

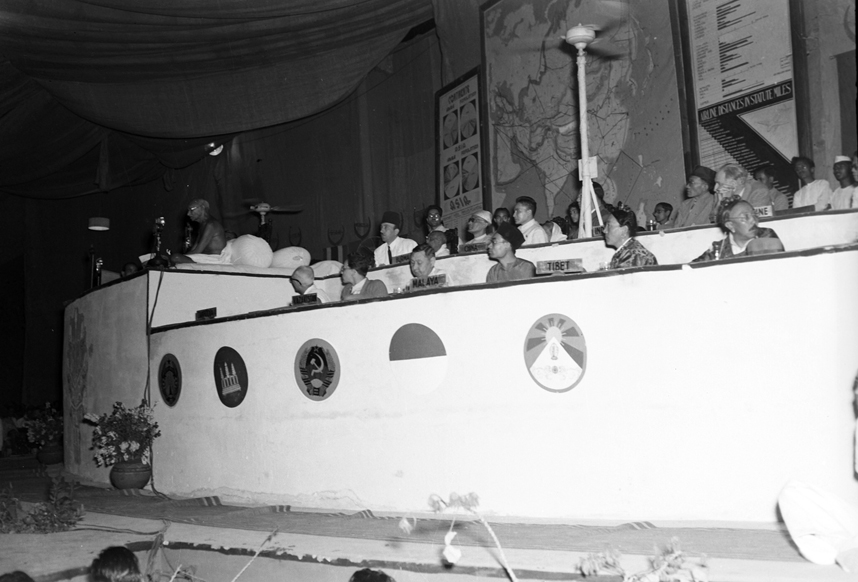
Deux délégués du Tibet à la Conférence des relations asiatiques lors du discours de Gandhi, le drapeau du Tibet est en face d'eux, à côté des drapeaux des autres pays participants

La délégation du Tibet, composée de quatre délégués, est dirigée par Teiji Tsewang Rigzing Sampho et Khenchung Lobsang Wangyal,,,, elle comprend aussi Sampho Sey et Letsen Kunga Gyaltsen . Kyibug Wangdue Norbu, interprète permanent du Bureau des Affaires étrangères du Tibet et du Bureau du Kashag les accompagne,.
Selon Claude Arpi, le drapeau du Tibet leur est remis par un messager du Kashag à la vallée de Chumbi et ils le hissent durant la conférence comme demandé. La conférence plénière se tient à Purana Qila, 32 délégations sont présentes, chacune sous un dais, avec une plaque portant le nom de son pays, et un drapeau national,. La délégation du Tibet a son drapeau, ainsi qu'une carte de l'Asie où le Tibet est figuré comme pays séparé. Toujours selon Claude Arpi, cette conférence démontre qu'en 1947 les dirigeants indiens du gouvernement intérimaire de l'Inde reconnaissent le Tibet comme indépendant. Malgré les protestations de la délégation de la république de Chine alors en guerre civile, le drapeau du Tibet n'aurait pas été enlevé. Dans sa biographie du dalaï-lama, publiée en 2003, Patricia Cronin Marcello affirme que si les organisateurs ne retirent pas le drapeau de la table de la délégation tibétaine, en revanche ils enlèvent la carte, ce qui non seulement témoigne de l'influence accrue de la Chine[Laquelle ?] mais augure peut-être de la position future de l'Inde sur le Tibet.
Jawaharlal Nehru ouvre la Conférence par une allocution accueillant les représentants des « lointains pays d’Asie et de nos voisins, l’Afghanistan, le Tibet, Le Népal, le Bhoutan, la Birmanie et Ceylan avec qui nous souhaitons tout spécialement coopérer en des rapports cordiaux et étroits ». Le délégué tibétain répond « Le gouvernement tibétain a été invité à se joindre à la Conférence panasiatique. Nous sommes un pays qui administre ses sujets en se fondant sur des aspirations religieuses. Et le Tibet a des relations particulièrement amicales avec l’Inde depuis des temps anciens… ».

## Délégations indochinoise et de la RDVN
Le haut commissaire Georges Thierry d'Argenlieu craint que la conférence ne se transforme en manifestation antifrançaise mais accepte l'invitation afin de ne pas laisser le champ libre au Viet-Minh et aux Khmers rouges. L'Indochine française est représentée par la princesse Ping Peang Yukanthor pour le Cambodge, le doc-phu-su Dang Ngoc Chan pour la Cochinchine et Ouroth Souvarnavong pour le Laos
La République démocratique du Viêt Nam, quant à elle, est représentée par Tran Van Luan, Tran Van Giau et Mai Te Chau. Si Nehru a des sympathies pour Ho Chi Minh, il retient la délégation de faire des attaques trop violentes contre la France.

## Condamnation de la colonisation
On y condamne aussi bien sûr la colonisation mais aussi la domination de l'économie mondiale par les puissances occidentales. C'est la première tentative de donner une identité à ce qu'Alfred Sauvy baptise en 1952 sous le nom de « Tiers Monde ».

## Liste des participants
La liste officielle des participants nomme 231 personnes réparties entre les pays suivants (nombre de délégués / nombre d'observateurs) :
1. Afghanistan (5/2)
2. Arménie (2/0)
3. Azerbaïdjan (2/0)
4. Bhoutan (0/2)
5. Birmanie (15/4)
6. Cambodge, Cochinchine and Laos (3/0)
7. Ceylon (13/5)
8. Chine (8/1)
9. Egypt (3/2)
10. Géorgie (2/0)
11. Inde (49/6)
12. Indonesie (15/6)
13. Iran (3/3)
14. Kazakhstan (2/0)
15. Kirghizia (1/0)
16. Corée (3/0)
17. Malaya (14/0)
18. Mongolie (2/1)
19. Népal (5/3)
20. Palestine Jewish Delegation (10/0)
21. Philippines (6/0)
22. Siam (2/2)
23. Tajikistan (2/0)
24. Tibet (4/0)
25. Turquie (0/1)
26. Turkménistan (1/0)
27. Ouzbékistan (2/0)
28. Vietnam (3/0)

Les États et organisations suivants n'ont envoyé que des observateurs :
- Australie (0/2)
- Ligue arabe (0/1)
- Royaume-Uni (0/3)
- Union des républiques socialistes soviétiques (0/2)
- États-Unis (0/3)
- Organisation des Nations unies (0/1)